# Breitflügelige Bandeule

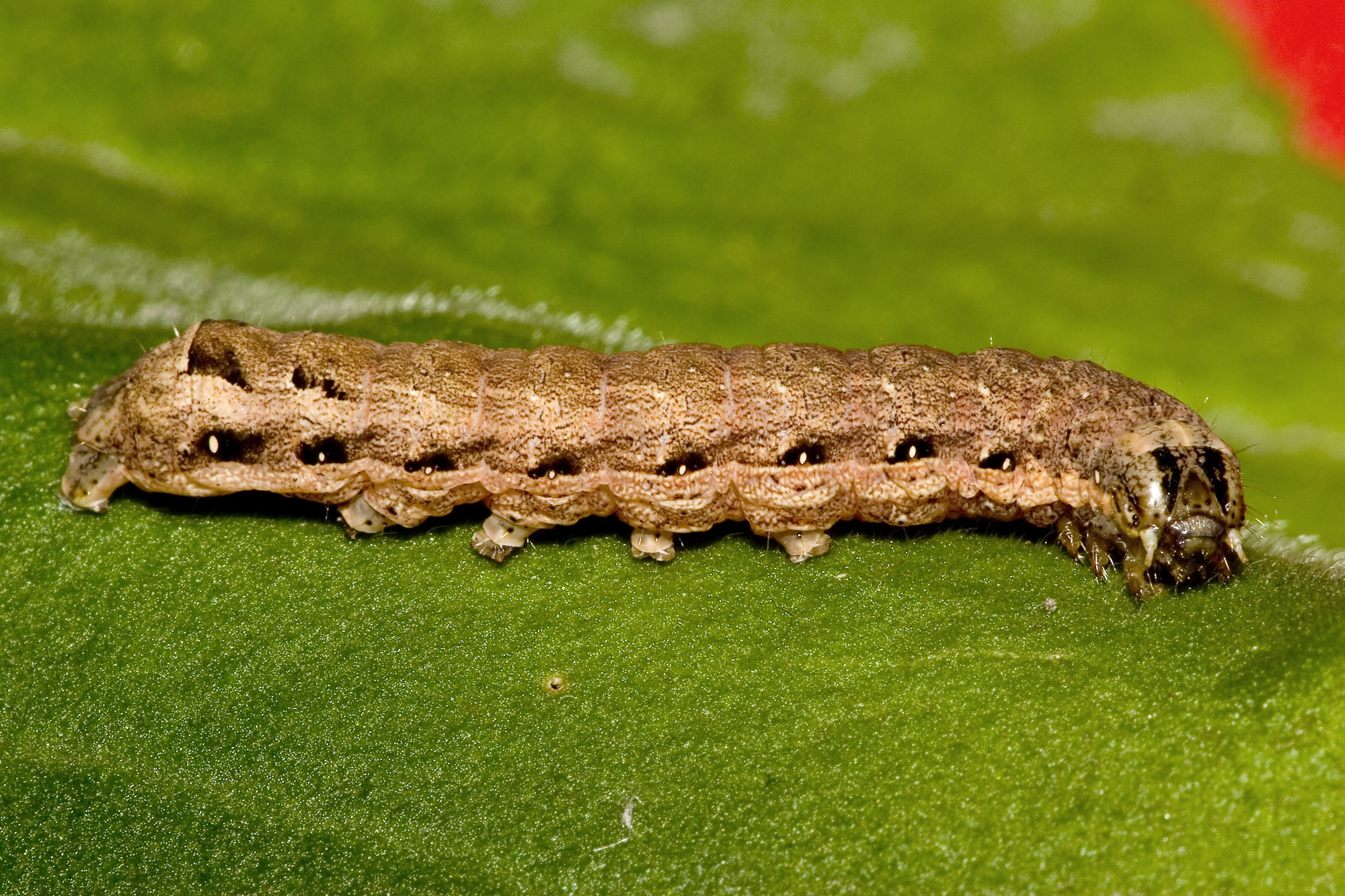
Raupe der Breitflügeligen Bandeule

Die Breitflügelige Bandeule (Noctua comes), auch Lederbraune Bandeule oder Primeleule genannt, ist ein Schmetterling (Nachtfalter) aus der Familie der Eulenfalter (Noctuidae).

## Merkmale
Die Falter erreichen eine Flügelspannweite von 35 bis 50 Millimeter (meist 39 bis 45 Millimeter). Sie sind  hinsichtlich der Zeichnung und Färbung sehr variabel. Die Grundfarbe variiert von hell ockerbraun über braun mit grünlichen oder rötlichen Farbtönen bis zu rotbraun und dunkelbraun. Die Querlinien und Makel sind gewöhnlich gut sichtbar. Die Makel sind, wenn vorhanden, dunkler als die Grundfarbe und häufig hell oder weiß umrandet. Meist sind Wellenlinie und Saumlinie sehr markant. Die Querlinien sind bei heller Grundfarbe meist dunkler als die Grundfarbe oder schwarz, zum Teil dann auch heller gerandet; bei sehr dunklen Formen sind die Querlinien dagegen meist heller als die Grundfarbe. Das Saumfeld kann auch heller als die Grundfarbe sein, bei manchen Exemplaren ist ein Mittelschatten ausgebildet. Die Vorderflügel sind verhältnismäßig breit.
Die Hinterflügel sind gelb oder orangegelb mit einem schwarzen Band am Außenrand, das sich häufig auf den Vorderrand zieht und dort diffus ausläuft. Der schwarze, meist deutlich halbmondförmige Diskalfleck ist relativ klein, diffus oder schattenartig.
Das halbkugelige Ei ist gelblichweiß gefärbt und besitzt eine rötliche Binde. Die Oberfläche ist gerippt.
Die rötlich- oder grünlichgrauen Raupen sind gekennzeichnet durch große, schwarze oder dunkelbraune und gelblich gesäumte Dreiecksflecke auf dem Rücken des 11. und kleineren  Dreiecksflecken auf den vorhergehenden Segmenten. Ein weiteres charakteristisches  Merkmal sind die weißen Maxillarpalpen als Fortsetzung der nur auf den ersten Segmenten deutlichen Nebenrückenlinien.
Die Puppe ist rotbraun und besitzt zwei kurze Dornen auf dem Kremaster.

### Ähnliche Arten
Die Hausmutter (Noctua pronuba, Linnaeus 1758) und Noctua interposita (Hübner, 1790) besitzen am Ende der Wellenlinie am Kostalrand einen schwarzen Fleck, der bei Noctua comes fehlt oder nur schwach, hell- bis dunkelbraun ausgebildet ist. Der Diskalfleck auf den Hinterflügeln von Noctua comes ist gewöhnlich kleiner, diffuser, schattenartiger als bei den obigen Arten.

## Geographische Verbreitung und Lebensraum
Die Breitflügelige Bandeule ist von Nordafrika (Marokko bis Libyen) bis ins nördliche Europa (Schottland, westliches Norwegen, im Süden von Schweden und Finnland sowie Estland) verbreitet. Im Osten reicht das Verbreitungsgebiet bis nach Vorderasien (Türkei, Syrien, Israel, Irak, Iran), das Kaukasusgebiet und Südrussland. In Kanada wurde die Art etwa um 1980 in der Gegend von Vancouver eingeschleppt. In Nordamerika hat sie sich zwischenzeitlich bis Seattle ausgebreitet sowie in den USA in Oregon. Die Breitflügelige Bandeule zeigt keine Präferenzen für bestimmte Biotoptypen. Sie kommt in fast allen offenen Lebensräumen vor.

## Lebensweise
Die Breitflügelige Bandeule bildet eine Generation pro Jahr, deren Falter in Abhängigkeit von den klimatischen Bedingungen von Anfang Juni bis Mitte Oktober beobachtet werden können. Die nachtaktiven Falter werden vom Licht angezogen und erscheinen oft in großer Zahl an künstlichen Lichtquellen. Sie ruhen tagsüber versteckt in der niedrigen Vegetation und werden nur selten  beobachtet. In wärmeren Gebieten halten die Falter eine Sommerruhe (etwa Ende Juli/Anfang August). Die Geschlechtsreife tritt aber erst im Hochsommer bei etwa 14 h Tageslänge ein. Die Eiablage erfolgt an Blättern in regelmäßigen Gelegen oder an Stängeln und Halmen in unregelmäßigen Gelegen.
Die Raupen können vom Herbst bis Mitte Mai in Erscheinung treten. Das erste Raupenstadium ist tagaktiv, später sind die Larven ausschließlich nachtaktiv und suchen tagsüber in der Krautschicht Schutz. Sie sind typische Kletterraupen, die am Tag  in der Krautschicht ruhen und erst in der Dunkelheit fressen und dabei auch in mehreren  Metern Höhe in Sträuchern oder Bäumen zu finden sind. Sie zählen zu den am häufigsten zu beobachtenden Noctuidenraupen und können auch in Gärten regelmäßig angetroffen werden. Die Raupen der Breitflügeligen Bandeule leben ausgesprochen polyphag, allein  für Baden-Württemberg wurden Pflanzenarten aus mindestens 21 Familien erfasst, die von den Raupen gefressen werden. Diese Liste ließe sich bei einer Raupensuche in Gärten und botanischen Gärten sicherlich noch erweitern:
- Weinberg-Lauch (Allium vineale)
- Wilder Lauch (Allium scorodoprasum)
- Tulpe (Tulipa spec.)
- Bunte Schwertlilie (Iris variegata)
- Deutsche Schwertlilie (Iris x germanica)
- Geschlängelte Schmiele (Deschampsia flexuosa)
- Wiesen-Rispengras (Poa pratensis)
- Zitter-Pappel (Populus tremula)
- Sal-Weide (Salix caprea)
- Stiel-Eiche (Quercus robur)
- Große Brennnessel (Urtica dioica)
- Wasser-Ampfer (Rumex aquaticus)
- Wiesen-Sauerampfer (Rumex acetosa)
- Pfingstrose (Paeonia officinalis)
- Gewöhnliche Akelei (Aquilegia vulgaris)
- Gewöhnliche Waldrebe (Clematis vitalba)
- Buschwindröschen (Anemone nemorosa)
- Japananemone (Anemone hupehensis var. japonica)
- Frühlings-Scharbockskraut (Ficaria verna)
- Acker-Rettich (Raphanus raphanistrum)
- Mauer-Steinkraut (Alyssum murale)
- Berg-Steinkraut (Alyssum montanum)
- Wiesen-Schaumkraut (Cardamine pratensis)
- Kratzbeere (Rubus caesius)
- Brombeeren (Rubus fruticosus)
- Kriechendes Fingerkraut (Potentilla reptans)
- Kleiner Wiesenknopf (Sanguisorba minor)
- Sauerkirsche (Prunus cerasus)
- Besenginster (Sarothamnus scoparius)
- Königskerze (Verbascum)
- Lavendel (Lavandula angustifolia)
- Mispel (Mespilus)
- Immergrün (Vinca)

Die Raupe überwintert, die Verpuppung erfolgt im Frühjahr in einem Erdkokon. Puppen werden normalerweise von Ende April bis Ende Mai gefunden.

## Gefährdung
Die Art ist in den meisten Gebieten häufig und gilt als nicht gefährdet.

## Anmerkung
1. ↑  Nicht zu verwechseln mit dem Trivialnamen Primel-Erdeule, der die Art Diarsia mendica bezeichnet.